# Песня жаворонка
«Песня жаворонка» (англ. The Song of the Lark) — роман американской писательницы Уиллы Кэсер, опубликованный в 1915 году. Второй роман «Небраскской трилогии», в которую также входят романы «О, пионеры!» (1913) и «Моя Антония» (1918).
Книга посвящена талантливой певице Теа Кронборг, родившейся в небольшом городке в штате Колорадо. Её история рассказана на фоне растущего Американского Запада на рубеже XIX—XX веков.
Заглавие роману дано по названию одноимённой картины Жюля Бретона 1884 года, входящей в коллекцию Чикагского института искусств.

## Сюжет
Действие происходит в 1890-е годы. Молодая и амбициозная Теа Кронборг покидает Мунстоун, вымышленный город в штате Колорадо, и уезжает в Чикаго, чтобы исполнить мечту стать пианисткой. Учитель музыки слышит её голос и понимает, что девушка обладает певческим даром. Он побуждает её продолжить обучение вокалу вместо фортепиано. С этой целью она едет в Дрезден, затем в Нью-Йорке, поёт в опере. Но свой жизненный путь Теа всегда сверяет по родному городу и людям, которых там знала.
Роман показывает независимость мышления Теа, её тяжёлую нравственную работу и подъём высшему успеху. На каждом шаге по этому пути она обнаруживает заурядность своих сверстников, что подталкивает её к всё более высоким достижениям. Однако по мере восхождения к вершине она должна отказываться от тех отношений, которые ей больше не служат.
Роман состоит из шести частей:
- Часть I. Друзья детства
- Часть II. Песня жаворонка
- Часть III. Глупые лица
- Часть IV. Древний народ
- Часть V. Предприятие Доктора Арчи
- Часть VI. Десять лет спустя

## Создание
В основу романа была положена история сопрано Олив Фремстад, также, как и Теа Кронборг, имеющей иммигрансткие корни. Для сбора материала для четвёртой части Кэсер посетила Аризону и Колорадо, побывала на плоскогорье Меса-Верде, где находятся места древних индейских стоянок.
В 1932 году вышло второе издание романа, в котором Кэсер сократила его на 7000 слов.

## Критика
В романе отмечали отсутствие драматизма и затянутость. Кэсер, как и в предыдущем романе «О, пионеры!», лирично описывает близкий ей Запад, уже ощущая грядущие перемены. Ещё большим символизмом наполняются имена героев и события сюжета.
А. В. Ващенко в статье для «Истории литературы США» отмечает, что начатая Кэсер тема пионеров по-новому раскрывается через становление одарённого человека искусства, а весь роман является разновидностью романа воспитания, причём и то, и другое близко судьбе самой писательницы. Также близка ей и тема музыки: Кэсер писала рецензии на музыкальные спектакли и концерты, регулярно посещала оперу и была знакома с известными музыкантами.
В свою очередь, Кэсер отмечала, что читатели и критики имели тенденцию буквально воспринимать название романа.

## Адаптации
Роман был экранизирован для телевидения в рамках сериала Masterpiece Theatre. Серия вышла в эфир 11 мая 2001 года.